# Бизнес-журнал
Би́знес-журна́л — российский федеральный деловой журнал. Выходит ежемесячно, первые два номера, выпущенные на основе материалов Forbes вышли в момент начала кризиса 1998 года. После перерыва издается с лета 2002 года. Основатель — Дмитрий Мендрелюк. До середины апреля 2014 года входил в издательский дом «Компьютерра». Главный редактор — Дмитрий Денисов. С 14 апреля 2014 года единственным собственником журнала стал Инфрафонд РВК.

## Описание издания
Ключевые темы, освещаемые в «Бизнес-журнале»:
- исследование привлекательности бизнеса в различных рыночных сегментах
- диагностика рынков, отраслей, отдельных компаний;
- истории успеха и уроки неудач;
- законодательство и налоги;
- технологии бизнеса;
- методы и приемы эффективной предпринимательской практики;
- применение информационных технологий для повышения эффективности бизнеса;
- актуальные вопросы управления активами предприятий;
- кредитование, лизинг;
- стратегические и портфельные инвестиции;
- финансовый консалтинг;
- страхование и др[4].

«Бизнес-журнал» является синдикатом изданий, каждое из которых имеет единые для всех общефедеральные страницы (от 64 до 112 страниц) и дополнительные локализованные местные полосы (от 16 до 80 страниц).
Совокупный тираж этих журналов сертифицируется Национальной тиражной службой (НТС) и Бюро тиражного аудита ABC.

## Главные редакторы
Главными редакторами журнала в разное время являлись:
- Дмитрий Мендрелюк (2002—2003, 2013—2014)
- Денис Викторов (2003—2013)
- Дмитрий Денисов (с 2014 г.)

## Постоянные авторы и колумнисты
Колумнистами журнала являются:
- Сергей Голубицкий с 2002 года[7]
- Анатолий Вассерман с 2007 года[8]

## Награды

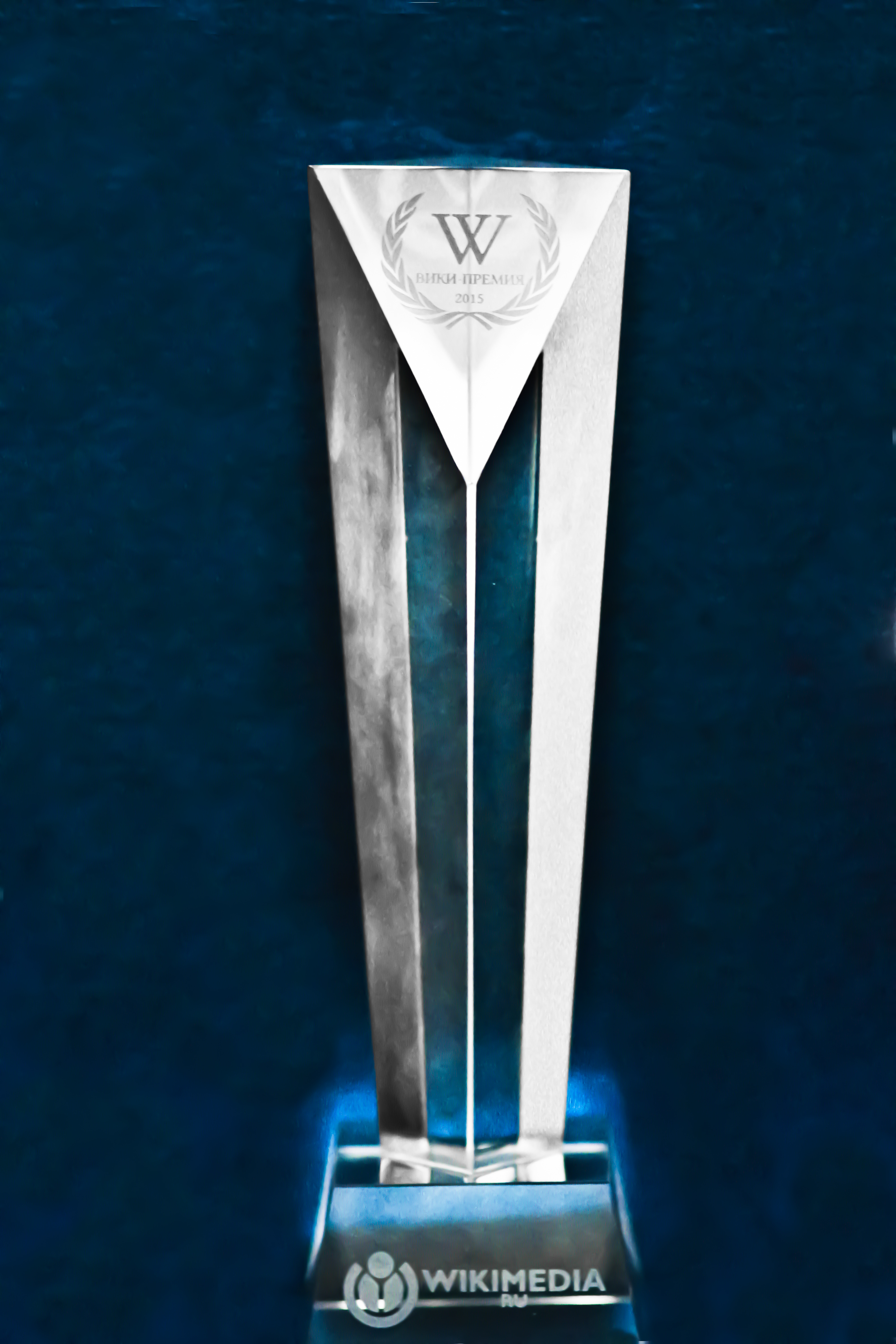
Вики-премия 2015

В 2004 году на II Всероссийском форуме «Бизнес и пресса» журнал занял первое место в номинации «Лучшее издание по освещению проблем малого бизнеса».
С 2006 по 2014 год «Бизнес-журнал» получал ежегодную премию «Тираж — рекорд года» в номинации «Деловое издание»/«Деловой журнал», потеснив предыдущего лидера — журнал «Эксперт». Тираж доходил до 180 тыс. экземпляров (2007 год).
Корреспонденты журнала неоднократно, в 2009—2012 и 2014—2015 годах, становились лауреатами конкурса деловой журналистики «PressЗвание» (организатор — Московская ассоциация предпринимателей).
В 2011—2013 годах «Бизнес-журнал» был победителем всероссийского конкурса «Инновации в России глазами журналистов» в номинации «Лучшее федеральное печатное СМИ, освещающее инновационную деятельность». В 2014 году, после перезапуска конкурса под новым брендом Tech in Media (организатор — Российская венчурная компания), корреспонденты журнала заняли призовые места на этапах «Технологическое предпринимательство» и «Коммуникационная лаборатория», а в 2015-м — «Продвинутое производство».
В 2014 году «Бизнес-журнал» признан лучшим федеральным средством массовой информации по итогам XX Всероссийского конкурса журналистов «Экономическое возрождение России» (организаторы — Торгово-промышленная палата России и Союз журналистов России).
В 2015 году за первый в России опыт реализации проекта «Вики-резидент» журнал удостоен премии «Свободные знания», которая вручается фондом «Викимедиа РУ» лицам и организациям, внесшим заметный вклад в достижение целей движения «Викимедиа».